# Спутник (журнал)

Логотип журнала

«Спутник» — ежемесячный иллюстрированный дайджест советских печатных изданий, первый советский дайджест.

## История
Выпускался в СССР с 1967 года (с 1992 года — в России) Агентством печати «Новости» на русском, английском, французском, испанском, португальском, немецком, чешском, венгерском, хинди и греческом языках. Изначально был рассчитан на распространение за рубежом, но с 1987 года некоторые номера распространялись и в самом СССР.
Содержанием журнала в советское время было в основном изложение и перевод примечательных материалов из советских газет и журналов. Для удобства читателей материалы издания были разбиты на тематические рубрики. В конце номера одно время печатались уроки русского языка, печатались также сказки, кулинарные рецепты народов СССР. За рубежом дайджест распространялся Всесоюзным объединением «Международная книга».

### Варианты на разных языках
| язык          | Название  | Место издания | Годы издания | ISSN      |
| ------------- | --------- | ------------- | ------------ | --------- |
| английский    | Sputnik   | Москва        | 1967—        | 0131-8721 |
| венгерский    | Szputnyik | Будапешт      | 1974—1988    | 0133-2163 |
| греческий     | Σπουτνικ  | Москва        | 1990         | 0868-5274 |
| испанский     | Sputnik   | Москва        | 1975—        | 0201-4394 |
| немецкий      | Sputnik   | Москва        | 1967—        | 0131-873X |
| португальский | Sputnik   | Москва        | 1986—        |           |
| русский       | Спутник   | Москва        | 1967—1998    | 0131-8748 |
| французский   | Spoutnik  | Москва        | 1967—        | 0131-8756 |
| хинди         | स्पुतनिक     | Москва        | 1989—        | 0235-4489 |
| чешский       | Sputnik   | Прага         | 1967—1990    | 0139-6358 |